# プロ野球ネット裏作戦
『プロ野球ネット裏作戦』（プロやきゅうネットうらさくせん）は、1965年から1966年ごろに日本教育テレビ（NETテレビ; 現・テレビ朝日）が制作した、プロ野球の情報番組である。

## 司会
- 山東昭子（歌手・女優→参議院議員）[1]